# ОШ „Душан Радовић” Пирот
Основна школа „Душан Радовић" Пирот je основношколска установа са седиштем у Пироту.

## Историјат
Школа је основана решењем Општинског већа и Већа радних заједница одржаној 29. јула 1964. године. Овим решењем је утврђено и име Школе: 29. новембар а за управитеља је постављен Божидар Тодоровић.
Школа је основана како би обухватила насеља: Бег башта, Провалија, Прчевац, Радин до, Завојско насеље, Призренску улицу, Дечанску улицу као и села Градашница, Нишор и Добри До.
Школа је почела да ради те године 1. септембра у новосаграђеној згради са осам учионица.  

Десет година касније, 1974. године, је школска зграда проширена за још шест зграда и уведено је централно грејање. 
Тек 1992. године Школа мења назив који носи и данас - ОШ „Душан Радовић".     

## Данас
Школа има своја издвојена одељења у селима: Темска, Црноклиште, Сопот, Рудиње, Церова, Топли До, Станичење и Градашница. 
У Школи је 107 запослених, 73 у настави а 34 ван ње. 

## Галерија 2022. године
- Изглед "са друге стране Нишаве"
- Мурал на зиду школе
- Летња учионица